# باول بليك
باول بليك (بالإنجليزية: Paul Blake)‏ هو منافس ألعاب قوى بريطاني، ولد في 15 يناير 1990 في دورشيستر (دورست) في المملكة المتحدة.